# Леохар
Леоха́р (др.-греч. Λεοχάρης; IV век до н. э.) — древнегреческий скульптор. 

## Биография
Леохар родился между 390 и 385 годами до н. э. Его имя упоминается Платоном в письме тирану Дионисию (366 г. до н. э.) и Павсанием в "Описании Эллады". Другой мастер под тем же именем работал в Афинах во II-I  в. до н. э..  
В 350-е годы до н. э. Леохар работал совместно со Скопасом над скульптурным убранством Мавзолея в Галикарнасе — надгробного комплекса Карийского правителя Мавсола, сооружённого по приказу его вдовы Артемисии III и ставшего одним из семи чудес света древности. Позднее Филипп II Македонский заказал ему хрисоэлефантинные портреты царского семейства для Филиппеума в Олимпии.
Леохар создал множество статуй Зевса, Аполлона, Ареса. Работал в хрисоэлефантинной технике и в бронзе. Ему приписывают такие статуи, как Аполлон Бельведерский, Диана Версальская и Ганимед Ватиканский. Эти произведения известны только по сигнатурам, литературным описаниям и репликам мастеров неоаттической и римской школ. Пьедестал одной бронзовой статуи с его именем, изображающий охоту Александра на львов, найден при раскопках в Афинах.
- Аполлон Бельведерский
- Ганимед и орёл (Ватикан)
- Диана Версальская